# MS Horyzont II
Horyzont II – statek naukowo-badawczy Uniwersytetu Morskiego w Gdyni. Zbudowany w Gdańskiej Stoczni Remontowej w latach 1999–2000. Jednostka została zmodyfikowana z zaprojektowanego w 1987 roku przez dr Dariusza Boguckiego żaglowca „Polarex”. Miał on pływać na podbiegunowe ekspedycje doświadczalne i wycieczki pasażerskie. Jest przystosowany do pływania wśród lodów. 
Z powodu kłopotów właściciela, firmy „Polarex”, budowy żaglowca nigdy nie ukończono, a niepełny kadłub znajdował się przy nabrzeżu Stoczni Wisła w Gdańsku. Kadłub ten przedłużono, dzięki czemu w „Horyzoncie II” o 8 zwiększono liczbę miejsc dla studentów. 
Podniesienie bandery nastąpiło 27 kwietnia 2000 w Gdyni, matką chrzestną została Hanna Gronkiewicz-Waltz, pierwszym kapitanem zaś kpt. ż. w. inż. Julian Witkowski.

## Dane techniczne
- Numer IMO - 9231925
- Numer Rejestru PRS - 680107
- zasięg pływania –
- autonomiczność (określona jedynie przez zapas paliwa; bez zbiorników cargo) – 31 do 35 dni.
- klasa lodowa – L2 (według klasyfikacji PRS),
- długość całkowita – 56,34 m,
- długość między pionami – 48,37 m,
- szerokość – 11,36 m,
- wysokość boczna – 6,3 m,
- wysokość do pokładu głównego – 4,1 m,
- zanurzenie – 5,3 m (ze stępką, do linii znaku ładunkowego),
- Pojemność brutto – 1321,
- Pojemność netto – 396
- wyposażenie nawigacyjne – DGPS, radar 10 cm, radar 3 cm, ARPA, mapa elektroniczna, Loran C, żyrokompas, autopilot, echosonda Koden z monitorem struktury dna (wymienione elementy są zintegrowane w jednolity system, sterowanie komputerowe), DECCA, kompas magnetyczny, echosonda badawcza ELAC z digitizerem, odbiornik map faksymilowych, Navtex, system łączności GMDSS (wszystkie zakresy, od fal długich do VHF + łączność satelitarna (Inmarsat-C),
- silnik główny – średniobrotowy, 1280 kW (~1706 KM),
- 3 agregaty prądotwórcze po 300 kVA,
- zużycie paliwa (paliwo lekkie) – 4,0…4,5 Mg/doba,
- śruba nastawna, ster strumieniowy dziobowy (150 kW),
- współdziałanie silnik główny – kąt natarcia płatów śruby; sterowanie komputerowe,
- prędkość eksploatacyjna – 10,1 w, maksymalna: 13,2 w.
- wytwornice wody słodkiej – osmotyczna (15…18 Mg/dobę), odparownik (do 3 Mg/doba),
- ładownia – 3×5×7,5 m (112,5 m³),
- zbiorniki paliwa cargo – (115 m³ + 28 m³),
- załoga stała – 16 osób,
- łączna liczba miejsc (załoga + prac. naukowi + praktykanci) – 57 osób.
- pomieszczenia mieszkalne (oprócz kabin załogi stałej) – 5 kabin 4-osobowych, 4 kabiny 5-osobowe, 3 kabiny 1-osobowe,
- inne pomieszczenia – sala wykładowa (30 miejsc + lektor), pomieszczenie do nauki (3 stanowiska), pracownia komputerowa (3 stanowiska), klub (20 miejsc), salon oficerski/palarnia (8 miejsc), mesa studencka, mesa załogowa, szpital-ambulatorium.
- środki ratunkowe – po 2 tratwy 32-osobowe + 1 tratwa 28-osobowa na każdej burcie, 6-osobowa łódź ratownicza miękka,
- zabezpieczenie przeciwpożarowe – siłownia: HI-FOG, CO2; cały statek: czujniki – wykrywacze dymu.

Statek służy do szkolenia studentów, zwłaszcza Wydziału Elektrycznego i Nawigacyjnego (praktyki radarowe, manewrowe, nawigacyjne), jest również jednostką przystosowaną do zaopatrywania polskich stacji polarnych oraz do prowadzenia różnorodnych badań.
Jest jednostką o bardzo dużej dzielności morskiej, doskonałych zdolnościach manewrowych, bardzo dobrych warunkach socjalnych dla załogi i studentów oraz naukowców.
Eksploatacja statku rozpoczęła się w maju 2000 roku, już w czerwcu 2000 statek wyruszył w pierwszą podróż na Spitsbergen z zaopatrzeniem dla Polskiej Stacji Polarnej Instytutu Geofizyki Polskiej Akademii Nauk w Hornsundzie i stacji Uniwersytetu Marii Curie-Skłodowskiej w Calypsobyen, Uniwersytetu Mikołaja Kopernika na Kaffiøyrze.
W roku 2000/2001 „Horyzont II” odbył podróż na Polską Stację Antarktyczną im. Henryka Arctowskiego (Szetlandy Południowe, Wyspa Króla Jerzego). Oprócz praktyk studenckich, prowadzonych w ciągu całego roku, statek w okresie letnim odbywa 3 podróże na Spitsbergen, obsługując potrzeby Polskiej Stacji Polarnej w Hornsundzie, stacji regionalnych i grup prowadzących badania na Spitsbergenie i otaczających go wodach.
„Horyzont II” jest następcą statku szkolnego PSM (Państwowej Szkoły Morskiej) i WSM (Wyższej Szkoły Morskiej) w Gdyni m/s „Horyzont”. Ten ostatni był statkiem szkolnym (pływające laboratorium radarowo-nawigacyjne), służącym głównie do szkolenia radarowego i manewrowego. Służył PSM i WSM w Gdyni w latach 1964–1999.